# Mitch Epstein
Mitchell Epstein dit Mitch Epstein (né en 1952 à Holyoke, Massachusetts) est un photographe américain connu pour son utilisation de la couleur et notamment pour ses paysages en couleurs.
Il a publié plusieurs livres et a reçu une bourse Guggenheim attribuée par la Fondation John-Simon-Guggenheim. Son travail est exposé et publié largement aux États-Unis et en Europe. Ses œuvres figurent dans les collections de musées importants, parmi lesquels le Museum of Modern Art (MoMA) de New York, le Whitney Museum of American Art à New York, le J. Paul Getty Museum à Los Angeles, le San Francisco Museum of Modern Art ou encore la Tate Modern de Londres.

## Biographie
Mitch Epstein est né dans une famille juive à Holyoke, dans le Massachusetts. Il est diplômé de la Williston Academy, où il a étudié avec l'artiste, éditeur et imprimeur Barry Moser (en). Au début des années 1970, il étudie à l'Union College, à New York, puis à l'École de design de Rhode Island à Providence (Rhode Island), où il bénéficie des enseignements d'Aaron Siskind et Harry Callahan, ainsi qu'à la Cooper Union, à New York, où il a comme professeur le photographe Garry Winogrand.
Au milieu des années 1970, il abandonne ses études universitaires et commence à voyager, entreprenant une exploration photographique des États-Unis. Dix des photographies qu'il a réalisées au cours de cette période figurent dans une exposition de groupe en 1977 à la Light Gallery à New York. Ben Lifson écrit dans sa critique publiée dans The Village Voice :  « Les dix photographies couleur de Mitch Epstein sont ce qu’il y a de mieux à Summer Light…. À 25 ans, l'apprentissage d'Epstein est terminé, comme le montre son travail. Entre tradition artistique et originalité, il réalise des images sur les chevaux à bascule abandonnés et le danger, sur l'adolescence éblouie par les fleurs du printemps, sur les enfants troublés par le sexe et les bêtes. Il a appris les règles de la photographie en noir et blanc et, bien qu'il y ajoute des couleurs, il ne les a pas abandonnées. Il connaît l'histoire de la photographie tout en essayant de se projeter dans son avenir. »
En 1978, il effectue un premier voyage en Inde avec sa future femme, la réalisatrice Mira Nair, et il y retourne régulièrement pendant les années 1980, et y effectue au total huit voyages jusqu'en 1989. « Il est impossible de résumer en une phrase ou deux ce que l'Inde m'a appris, mais je peux dire que ma vie là-bas m'a donné une humilité que je n’avais pas apprise en tant qu'homme blanc de la classe moyenne né dans l'Amérique d'après-guerre. » a-t-il déclaré au sujet de l'influence de la culture indienne dans sa vie et dans son œuvre. Il collabore aux films de son épouse et devient alors scénariste, décorateur, producteur ou directeur de la photographie sur plusieurs films, dont Salaam Bombay! (1988), Mississippi Masala (1991) ou le documentaire India Cabaret (1985). Un premier livre — In Pursuit of India, publié par Aperture en 1987 — est une compilation de ses photographies indiennes de cette période. En 2021, il revient dans un second livre — In India, publié par Steidl Verlag — sur cette période marquante de sa vie.
Entre 1992 et 1995, il se rend à plusieurs reprises au Viêt Nam. Les photographies qu'il ramène de ces voyages donnent lieu à une exposition au Wooster Gardens à New York, ainsi qu’à un livre intitulé Vietnam: A Book of Changes. « Je ne sais pas si les photographies glorieuses de Mitch Epstein enregistrent tout ce qui est important au Vietnam de la fin du XXe siècle », écrit Susan Sontag dans la préface du livre, « Cela fait plus de deux décennies depuis mes deux séjours là-bas. Je peux témoigner que ses images confirment ce qui m'a émue et me tourmente alors… et offrent des aperçus habiles et poignants des conséquences engendrées par l'imposition d’une certaine modernité. C’est un travail magnifique, faisant autorité, réalisé par un photographe extrêmement intelligent et doué. »
En 2003, Mitch Epstein se rend à Cheshire dans l'Ohio, où un village entier doit être abandonné pour cause de pollution provoquée par l'American Electric Power, pour répondre à une commande pour le New York Times. Marqué par ce reportage, il décide alors de se lancer dans un vaste projet, enquêtant sur la production et la consommation d'énergie aux États-Unis et photographiant à l'intérieur et autour de divers sites de production d'énergie. Entre 2003 et 2009, au cours de cette enquête sur un sujet sensible, il a souvent été confronté aux agents de sécurité des entreprises et a même été interrogé une fois par le FBI pour avoir photographié sans autorisation une infrastructure énergétique. Cette série, intitulée American Power, remet en question la manière dont notre société traite les questions énergétiques, ainsi que les rapports des industriels avec le pouvoir politique. Elle a été publiée en 2009 dans un livre édité par Steidl Verlag, à Göttingen, en Allemagne. Les tirages en grand format de cette série ont été exposés dans le monde entier, et en 2011 il obtient pour ce travail le prix Pictet, qui récompense un travail consacré au thème du développement durable.
Entre 2016 et 2018, il photographie dans la réserve indienne de Standing Rock, à cheval entre le Dakota du Nord et le Dakota du Sud, la lutte des peuples autochtones contre le projet de pipeline de 3,8 milliards de dollars du Dakota Access Pipeline. Ce travail est publié en avril 2018 par le magazine Vogue, sous le titre Return to Standing Rock, avec un reportage très complet de Rebecca Bengal.
Mitch Epstein a été marié avec la réalisatrice Mira Nair, dont il a divorcé. Il vit actuellement à New York avec sa seconde épouse, l'écrivaine Susan Bell et leur fille.

## Expositions

### Expositions personnelles
- 2011 : American power[3], Fondation Henri Cartier-Bresson, Paris
- 2011 : American power, Musée de l'Élysée, Lausanne
- 2013 : New York Arbor[4], Fondation A Stichting, Bruxelles
- 2017 : New York Trees[5], Rocks & Clouds, Galerie Les Filles du Calvaire, Paris
- 2019 : Property Rights, Sikkema Jenkins & Co., New York
- 2019 : Property Rights, galerie Thomas Zander, Cologne, Allemagne
- 2022 : En Inde - 1978-1989[6], Rencontres de la photographie d'Arles, Abbaye de Montmajour

### Expositions collectives
- 1977 : Dark Days at Summer Light, Light Gallery, New York
- 2005 : Garry Winogrand and American Street Photographers : Mitch Epstein, Lee Friedlander, Joel Meyerowitz et Henry Wessel Jr., Fotografiemuseum Amsterdam, Amsterdam, Pays-Bas
- 2014 : Les lauréats du Prix Pictet, Rencontres de la photographie d'Arles, Magasin électrique du Parc des ateliers

## Livres
- 1987 : In Pursuit of India, Aperture, New York  (ISBN 0-89381-214-5).
- 1996 : Fire, Water, Wind: Photographs from Tenri, Tenrikyō Dōyūsha, Tenri-shi, Japon  (ISBN 4-8073-0370-8).
- 1997 : Vietnam: A Book of Changes, Center for Documentary Studies / W.W. Norton & Co., New York  (ISBN 0-393-04027-5).
- 2002 : The City, PowerHouse, New York  (ISBN 1-57687-101-0).
- 2003 : Family Business, Steidl Verlag, Göttingen, Allemagne  (ISBN 3-88243-913-0).
- 2005 : Recreation: American photographs 1973-1988, Steidl Verlag, Göttingen, Allemagne  (ISBN 3-86521-084-8).
- 2006 : Work. Göttingen, Steidl Verlag, Göttingen, Allemagne  (ISBN 3-86521-281-6).
- 2009 : American Power, Steidl Verlag, Göttingen, Allemagne  (ISBN 978-3-86521-924-4).
- 2011 : Berlin, The American Academy in Berlin, Berlin / Steidl Verlag, Göttingen, Allemagne  (ISBN 978-3-86930-224-9).
- 2013 : New York Arbor, Steidl Verlag, Göttingen, Allemagne  (ISBN 978-3-86930-581-3)
- 2018 : Rocks and Clouds, Steidl Verlag, Göttingen, Allemagne  (ISBN 978-3-95829-160-7)
- 2021 : In India, 144 pages, , Steidl Verlag, Göttingen, Allemagne  (ISBN 978-3-95829-967-2)

## Collections
Les photographies de Mitch Epstein figurent dans de nombreuses collections publiques et privées, et notamment :
- Museum of Modern Art (MoMA), New York
- Whitney Museum of American Art, New York
- J. Paul Getty Museum, Los Angeles
- San Francisco Museum of Modern Art, San Francisco
- Tate Modern, Londres

## Récompenses et distinctions
- 2002 : Bourse Guggenheim attribuée par la Fondation John-Simon-Guggenheim
- 2011 : Prix Pictet pour son travail American Power